# Napakpapha Nakprasitte
Napakpapha Nakprasitte (Bangkok, 19 de abril de 1981) é uma atriz de cinema tailandesa. Ela às vezes é creditada como Napakapa Nakprasit.
O primeiro papel no cinema da atriz era como a estrela do filme de terror de 2001 Mae bia (Mulher Serpente), no qual ela interpretou uma mulher que tem uma relação simbiótica com uma cobra. Em seguida, ela estrelou Homem Borboleta, uma produção anglo-tai dirigida por Kaprice Kea. Ela retratou uma tradicional tailandesa que se torna o objeto de amor de um jovem mochileiro britânico, interpretado por Stuart Laing. Foi seu primeiro papel em um filme estrangeiro.
Em 2005, estrelou Art of the Devil 2, um filme de horror tailandês no qual ela interpretou uma professora em uma escola rural que tem uma brincadeira cruel lançada sobre ela por alguns alunos. Ela, então, começa sua vingança, aprendendo magia negra e usando-a em seus ex-alunos. Por seu papel neste filme, ela foi indicada para melhor atriz pelos críticos da Bangkok Critics Assembly. Ela também foi indicada para melhor atriz coadjuvante na Thailand National Film Association Awards, mas pediu que sua nomeação fosse retirada, em protesto.
Napakpapha Nakprasitte também foi destaque no filme franco-belga Largo Winch 2, no papel de Malunai, uma nativa birmanesa.

## Filmografia
- 2001 - Mae bia (Mulher Serpente)
- 2002 - Butterfly Man
- 2004 - Pad Thai Story
- 2005 - Art of the Devil 2
- 2005 - Ma-mee (Three Friends)
- 2006 - First Bite
- 2008 - Art of the Devil 3
- 2009 - Bitter/Sweet
- 2011 - Largo Winch 2